# Kaviria lachnantha
Kaviria lachnantha är en amarantväxtart som först beskrevs av Viktor Petrovitj Botjantsev, och fick sitt nu gällande namn av Akhani. Kaviria lachnantha ingår i släktet Kaviria och familjen amarantväxter. Inga underarter finns listade i Catalogue of Life.